# 提亞寧堡斯商業與社會學院
提亞寧堡斯商業與社會學院（TiasNimbas School for Business and Society），為荷蘭蒂尔堡大学和埃因霍温理工大学共同创建商學院，也是荷蘭最大的商學院。自1982年成立以來，所開設的課程以重視實務管理、理論結合及企業需求著名。課程包括國際企業管理碩士、企業管理博士、行銷及財務管理碩士、高階企業管理碩士、企業量身訂制課程等，因此與各大型企業關係密切。學生攻讀的是MBA或MScBA學位。 

## 歷史
提亞寧堡斯商學院的歷史可以追溯到1982年，最早由哈利·皮特斯（Harry Peeters）教授創建了蒂爾堡學術研究院（Tilburgs Instituut voor Academische Studies）。

## 介紹

### 課程特色
- 學術嚴謹性及商業相關性。
- 個人以及團隊的指導
- 透過與企業領袖和非政府組織的會議喚起社會意識
- 高度國際化及個人化
- 小班制教學國際化(約有20個不同的國籍)
- 國際交換學生計劃(歐洲及美國等知名商學院)

### 教學簡介
目前有超過90%的外籍教授具有哈佛、倫敦商學院、INSEAD 跟 MIT等頂尖名校博士學位。並在課程的設計上，確實反應國際商業趨勢。本校非常重視學生個人專業技能的發展，學校提供一系列的工作坊(Work shop)，以加強學生各方面的實用技能如「自我行銷」、「履歷撰寫」、「面試與薪資溝通技巧」等。此外，互動式與個案式學習法也是學校十分強調的。

### 世界排名
- 2013 - TiasNimbas商學院獲得Financial Times雜誌年度評比, 獲選為歐洲最佳管理學院第20名[3].

## 外部連結
- TiasNimbas 商學院網站(英文)
- TiasNimbas 商學院 (Youtube) （页面存档备份，存于）
- TiasNimbas 商學院FB頁面 (中文)